# Brant (Nowy Jork)
Brant – miasto w Stanach Zjednoczonych, w stanie Nowy Jork, w hrabstwie Erie.